# Nothin’ on You
«Nothin’ on You» (распространено ошибочное название «Beautiful Girls») — дебютный сингл американского рэпера B.o.B с его первого студийного альбома B.o.B Presents: The Adventures of Bobby Ray, исполненный в дуэте с Бруно Марсом и выпущенный 2 февраля 2010 года. Официальный ремикс был записан вместе с Big Boi 21 марта 2010 года. Песня занимала первое место в чартах Голландии, Великобритании и США. 13 февраля 2011 года песня была номинирована как Запись года на 53-й церемонии «Грэмми».

## Информация о песне
В течение лета 2009 года The Smeezingtons (Бруно Марс, Филипп Лоуренс и Ари Левин) работали над песнями для таких известных исполнителей как Lupe Fiasco, B.o.B и Трэвис Маккой. Один из руководителей Atlantic Records A&R Айрон Бай-Шук поставил задачу для The Smeezingtons создать оригинальную, не похожую на другие мелодию. Этой мелодией как раз и стала песня «Nothin’ on You». Также в это время была задумана песня «Billionaire» для Трэвиса Маккоя.
Первоначально один из руководителей Atlantic Records A&R Джим Джонсин попросил Lupe Fiasco исполнить песню, но он отказался, сказав, что для B.o.B эта песня подходит куда больше, чем для него. Версия песни в исполнении Lupe Fiasco вышла 18 июня 2010 года.
В 2011 году «Странный Эл» Янкович записал пародию на песню под названием «Another Tattoo» с его нового студийного альбома Alpocalypse.

## Видеоклип
Видеоклип был снят режиссёром Итаном Ладером; анимацию сделал Джордж Рауш. Место действия — Лос-Анджелес. Клип вышел 9 марта 2010 года. Видео представляет собой коллаж в виде ленты, где по очереди появляются обрезаные фотографии женщин. Ложась друг на друга, они принимают очертание одной из девушек. В другой сцене B.o.B идёт по нарисованному городу и напевает совместно с Бруно Марсом песню. Также в одной из сцен B.o.B играет на гитаре а Bruno Mars — на барабанах.

## Версии и ремиксы
- Nothin’ on You (Альбом версия) (совместно с Бруно Марсом)
- Nothin’ on You (Радио версия) (совместно с Бруно Марсом)
- Nothin’ on You (Remix) (вместе с Bruno Mars & Big Boi)
- Nothin’ on You (Warren G Remix) (совместно с Бруно Марсом и Warren G)
- Nothin’ on Me (Cover) Mac Miller
- Nothin’ on You (Digital) (совместно с Jay Park)
- Nothin’ on You (XV)
- Nothin’ on You (TC Remix)
- Nothin’ on You (Villains Remix) (совместно с Бруно Марсом и Бей Мэйджор)
- Another Tattoo (пародия) («Странный Эл» Янкович)

## Чарты и сертификаты
Песня заняла первое место в Dutch Top 40, что делает Нидерланды первой страной где сингл достиг первого места в национальном чарте. Песня была номером один в Billboard Hot 100 целую неделю до 1 мая 2010 года, и сертифицировалась как дважды-платиновая по данным RIAA 28 июня 2010 года. В чарте Hot 100 2010 «Nothin’ on You» заняла 11 строчку. В 2010 было продано 2 668 000 цифровых копий.
23 мая 2010 года сингл дебютировал на первой строчке UK Singles Chart с 85 333 проданных копий. Кроме того, песня дебютировала на первой строчке в UK R&B Chart.
В Австралии сингл был сертифицирован как платиновый.

## Чарты и сертификация
| Чарт (2010)                                 | Позиция в чарте |
| ------------------------------------------- | --------------- |
| Австралия (ARIA)                            | 3               |
| Австрия (Ö3 Austria Top 40)                 | 28              |
| Бельгия/Фландрия (Ultratop 50)              | 44              |
| Бельгия/Валлония (Ultratop 50)              | 40              |
| (Crowley Broadcast Analisys)                | 52              |
| Канада (Billboard Canadian Hot 100)         | 10              |
| Дания (Tracklisten)                         | 24              |
| Нидерланды (Dutch Top 40)                   | 1               |
| Европа (Billboard European Hot 100 Singles) | 5               |
| Франция (SNEP Téléchargements)              | 30              |
| Германия (GfK)                              | 22              |
| Ирландия (IRMA)                             | 7               |
| Италия (FIMI)                               | 12              |
| Новая Зеландия (Recorded Music NZ)          | 5               |
| Испания (PROMUSICAE)                        | 41              |
| Швеция (Sverigetopplistan)                  | 28              |
| Швейцария (Schweizer Hitparade)             | 28              |
| Великобритания (OCC UK Singles)             | 1               |
| Великобритания (OCC UK Hip Hop/R&B)         | 1               |
| США (Billboard Hot 100)                     | 1               |
| США (Billboard Adult Pop Airplay)           | 23              |
| США (Billboard Hot R&B/Hip-Hop Songs)       | 5               |
| США (Billboard Pop Airplay)                 | 1               |
| США (Billboard Hot Rap Songs)               | 1               |

| Чарт (2010)              | Позиция |
| ------------------------ | ------- |
| U.S. Billboard Hot 100   | 11      |
| Canadian Hot 100         | 46      |
| Dutch Singles Chart      | 63      |
| Australian Singles Chart | 48      |
| Italian Singles Chart    | 85      |

| Регион | Сертификация  | Продажи   |
| --- | ------------- | --------- |
| Австралия (ARIA) | Платиновый    | 70 000^   |
| Канада (Music Canada) | Платиновый    | 10 000^   |
| Дания (IFPI Danmark) | Золотой       | 45 000    |
| Италия (FIMI) | Золотой       | 15 000*   |
| Новая Зеландия (RMNZ) | Золотой       | 7500*     |
| Великобритания (BPI) | Платиновый    | 600 000   |
| США (RIAA) | 6× Платиновый | 6 000 000 |
| * Данные о продажах приведены только на основе сертификации. · ^ Данные о тиражах приведены только на основе сертификации. · Данные о продажах + прослушиваниях приведены только на основе сертификации. |               |           |

## Примечание
1. ↑  Radio1 Rodos Greece ::: UK Forthcoming Singles ::: Charts, DJ Promos, Dance, Lyrics, Free Mp3 Samples Downloads. Дата обращения: 22 июля 2011. Архивировано 12 мая 2012 года.
2. ↑  That’s That…: B.o.B — «Nothin’ on You (Remix)» (Feat. Big Boi & Bruno Mars). Дата обращения: 22 июля 2011. Архивировано 1 марта 2012 года.
3. 1 2  Interview with Aaron Bay-Schuck. HitQuarters (13 декабря 2010). Дата обращения: 14 декабря 2010. Архивировано 8 июля 2012 года.
4. ↑  Parker, Jason. Producer Says “Nothin On You” Was For Lupe Fiasco. Rap Basement (7 мая 2010). Дата обращения: 26 декабря 2010. Архивировано 15 августа 2012 года.
5. ↑  March 9, 2010 – this was posted in our Music Video Section. Music Video: B.o.B. ft Bruno Mars – Nothin’ On You || TheNext2Shine.com (Exclusive RNB Music Downloads) – The Next To Shine. Blog.thenext2shine.com (9 марта 2010). Дата обращения: 19 марта 2010. Архивировано 15 августа 2012 года.
6. ↑  Rapper B.o.B Goes Platinum With “Nothin’ On You”. Дата обращения: 22 июля 2011. Архивировано из оригинала 14 апреля 2010 года.
7. ↑  Chart Watch Extra: We Have A Winner — Chart Watch (недоступная ссылка)
8. ↑   "B.O.B FEAT. BRUNO MARS – Nothin’ on You". ARIA Top 50 Singles.
9. ↑   "B.O.B FEAT. BRUNO MARS – Nothin’ on You" (нем.). Ö3 Austria Top 40.
10. ↑   "B.O.B FEAT. BRUNO MARS – Nothin’ on You" (нид.). Ultratop 50.
11. ↑   "B.O.B FEAT. BRUNO MARS – Nothin’ on You" (фр.). Ultratop 50.
12. ↑  Brasil Hot 100 Airplay (portuguese) // Billboard Brasil[венг.]. — Brazil: BPP, 2010. — Июль. — С. 86. — ISSN 977-217605400-2.
13. ↑   "B.O.B FEAT. BRUNO MARS Chart History (Canadian Hot 100)". Billboard.
14. ↑   "B.O.B FEAT. BRUNO MARS – Nothin’ on You". Tracklisten.
15. ↑   "Nederlandse Top 40 – B.O.B FEAT. BRUNO MARS" (нид.). Dutch Top 40.
16. ↑   "B.O.B FEAT. BRUNO MARS – Chart Search" Billboard European Hot 100 Singles for B.O.B FEAT. BRUNO MARS.     (недоступная ссылка)
17. ↑   "lescharts.com – Français" (фр.). Le classement des téléchargements de singles.
18. ↑   "B.o.B – Nothin' on You" (нем.). GfK Entertainment charts.  Дата обращения: 11 декабря 2016.
19. ↑   "Chart Track: Week 20, 2010". Irish Singles Chart.
20. ↑   "{{{artist}}} – {{{song}}}". Top Digital Download.
21. ↑   "B.O.B FEAT. BRUNO MARS – Nothin’ on You". Top 40 Singles.
22. ↑   "B.O.B FEAT. BRUNO MARS – Nothin’ on You" Canciones Top 50.
23. ↑   "B.O.B FEAT. BRUNO MARS – Nothin’ on You". Singles Top 100.
24. ↑   "B.O.B FEAT. BRUNO MARS – Nothin’ on You". Swiss Singles Chart.
25. ↑   "Official Singles Chart Top 100". Official Charts Company.  Дата обращения: 4 октября 2010.
26. ↑   "Official Hip Hop and R&B Singles Chart Top 40". Official Charts Company.  Дата обращения: 4 октября 2010.
27. ↑   "B.O.B FEAT. BRUNO MARS Chart History (Hot 100)". Billboard.
28. ↑   "B.O.B FEAT. BRUNO MARS Chart History (Adult Pop Songs)". Billboard.
29. ↑   "B.O.B FEAT. BRUNO MARS Chart History (Hot R&B/Hip-Hop Songs)". Billboard.
30. ↑   "B.O.B FEAT. BRUNO MARS Chart History (Pop Songs)". Billboard.
31. ↑   "B.O.B FEAT. BRUNO MARS Chart History (Hot Rap Songs)". Billboard.
32. ↑  Music News, Reviews, Articles, Information, News Online & Free Music | Billboard.com. Дата обращения: 22 июля 2011. Архивировано 20 октября 2009 года.
33. ↑  Charts Year End: Canadian Hot 100. Billboard. Nielsen Business Media, Inc. Дата обращения: 2 мая 2010. Архивировано 9 июля 2012 года.
34. ↑  dutchcharts.nl - Dutch charts portal (нидерл.). dutchcharts.nl. Hung Medien / hitparade.ch. Дата обращения: 3 января 2011. Архивировано 5 июля 2012 года.
35. ↑  FIMI — Federazione Industria Musicale Italiana — Ricerche e dati di mercato. Дата обращения: 22 июля 2011. Архивировано 21 января 2011 года.
36. ↑  ARIA Charts – Accreditations – 2010 Singles (PDF). Australian Recording Industry Association. Дата обращения: 2021-06-02.
37. ↑  Canadian  single  certifications – B.o.B – Nothin' on You (англ.). Music Canada. Дата обращения: 2019-09-04.
38. ↑  Danish  single  certifications – B.o.B – Nothin' on You (датск.). IFPI Danmark. Дата обращения: 2022-09-06.
39. ↑  Italian  single  certifications – B.o.B. feat. Bruno Mars – Nothin' on You (итал.). Federazione Industria Musicale Italiana. Дата обращения: 2021-06-02. Select "2010" in the "Anno" drop-down menu. Type "Nothin' on You" in the "Filtra" field. Select "Singoli" under "Sezione".
40. ↑  Latest Gold / Platinum Singles. Radioscope. 2011-08-21. Архивировано 31 августа 2011. Дата обращения: 2021-06-02.
41. ↑  British  single  certifications – BoB ft Bruno Mars – Nothin' on You (англ.). British Phonographic Industry. Дата обращения: 2020-01-11.
42. ↑  American  single  certifications – B.o.B. – Nothin' on You (англ.). Recording Industry Association of America. Дата обращения: 2024-12-03.